# Stephen Roberts (acteur)
Pour les articles homonymes, voir Roberts.
Pour le scénariste et réalisateur, voir Stephen Roberts.
Stephen Roberts, parfois crédité Steve Roberts, né le 25 juillet 1917 à Long Island, État de New York et mort le 26 octobre 1999 à Los Angeles en Californie, est un acteur américain. 

## Filmographie partielle

### Au cinéma
- 1943 : Spy Train  de Harold Young : Anderson
- 1943 : Le Chant de Bernadette (The Song of Bernadette) de Henry King : un citadin (non crédité)
- 1944 : Enemy of Women d'Alfred Zeisler : l'indicateur
- 1947 : Le Miracle de la 34e rue de George Seaton : un garde de la sécurité (non crédité)
- 1948 : Jeanne d'Arc (Joan of Arc) de Victor Fleming : Thomas de Courcelles
- 1949 : Pour toi j'ai tué (Criss Cross) de Robert Siodmak : le docteur (non crédité)
- 1949 : La Femme à l'écharpe pailletée (The File on Thelma Jordon) de Robert Siodmak : Jury Foreman (non crédité)
- 1950 : Le Soldat récalcitrant (ou La Terreur de l'armée)  (At War with The Army) de Hal Walker : le docteur
- 1951 : Rogue River de John Rawlins : Arthur Judson
- 1952 : Jet Job de William Beaudine : Jack Bradford
- 1953 : Jules César (Julius Caesar) de Joseph L. Mankiewicz : Dardanius
- 1954 : Gog de Herbert L. Strock : Major Howard
- 1961 : Portrait of a Mobster de Joseph Pevney : Guthrie
- 1967 : Chef de patrouille (First to Fight) de Christian Nyby : le Président Franklin D. Roosevelt

### À la télévision
- 1980 : The Long Days of Summer de Dan Curtis : Franklin D. Roosevelt